# Sojasaus

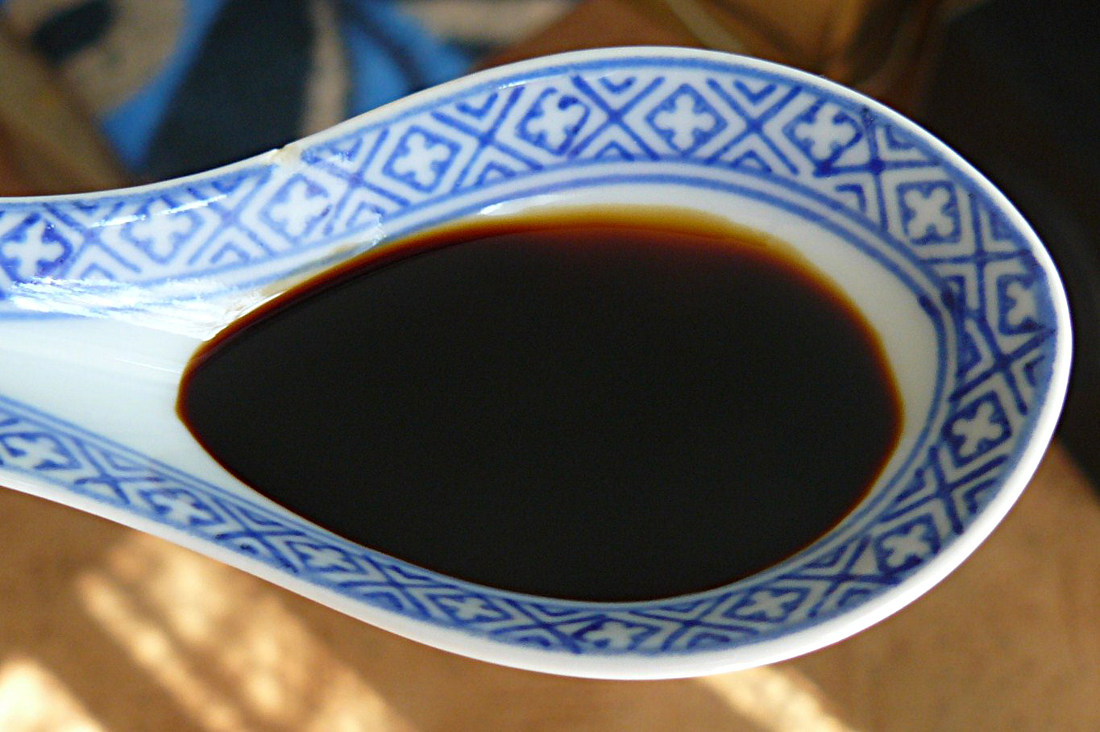
Sojasaus

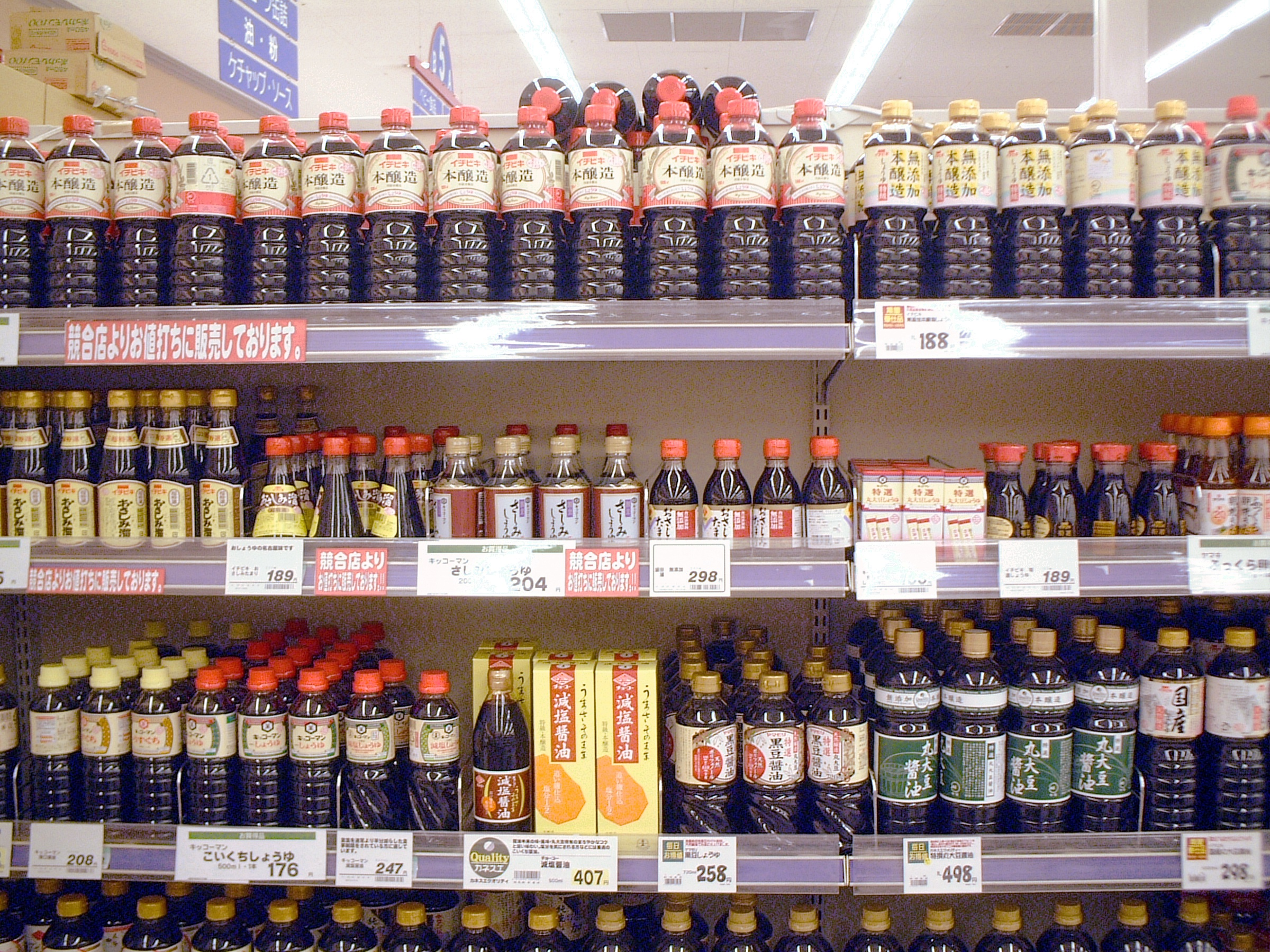
Japanse sojasaus in een supermarkt

Sojasaus is een gefermenteerde saus, gemaakt van de sojaboon, geroosterd graan, water en zeezout. Gewoonlijk wordt hij gebruikt in de Aziatische keuken en in sommige gerechten uit de westerse keuken, als alternatief van worcestersaus of maggi. Echte sojasaus is gefermenteerd met tarwe, kōji ((麹) - de schimmels Aspergillus oryzae) en andere micro-organismen.
Hoewel er veel verschillende types sojasaus zijn, zijn de meeste zoute en bruinkleurige vloeistoffen om eten te kruiden bij het koken of op tafel. Hoewel het ontstond in China, wordt het in veel keukens in Azië gebruikt. In de Japanse keuken is het een belangrijke smaakmaker. Chinese en Japanse sojasauzen verschillen erg, en het is niet aan te bevelen om de een voor de ander te gebruiken.
In Nederland kent men vooral het Indonesische ketjap manis (zoet) en ketjap asin (zout), in België zijn deze sauzen minder bekend.

## Chinese sojasaus
De Chinese sojasauzen worden primair van de sojaboon gemaakt, met een relatief laag gehalte graan. Er zijn drie hoofdvariëteiten:
- shēngchōu (生抽) Lichte/frisse sojasaus - een dunne, heldere, lichtbruine saus. Het is de meestgebruikte sojasaus voor het koken, omdat de lichte kleur de kleur van het eten niet echt aantast.
- lǎochōu (老抽) Donkere/oude sojasaus - een donkere, dikke sojasaus, ouder en met stroop toegevoegd om het zijn uitgesproken uiterlijk te geven. Dit soort wordt meestal als tafelsaus gebruikt, maar kan ook bij het koken gebruikt worden. Hij heeft een rijkere smaak dan de lichte sojasaus, maar is minder zout.
- Dikke sojasaus - wordt in Indonesië kecap genoemd.

## Japanse sojasaus
De Japanse sojasaus, of shō-yu (しょうゆ, of 醤油, 正油) - wordt traditioneel in vijf categorieën ingedeeld, afhankelijk van verschillen in ingrediënten en productiemethode. Japanse sojasaus heeft graan als primaire ingrediënt. Dit geeft de Japanse soorten een iets zoetere smaak dan de Chinese.
- Koikuchi (濃口) - uit de regio Kantō, waarvan het gebruik over heel Japan is verspreid. Meer dan 80% van de Japanse sojasausproductie is "koikuchi", en deze kan als de typische Japanse sojasaus worden gezien. Het wordt gemaakt van ongeveer gelijke hoeveelheden soja en graan. Deze soort wordt ook Kijōyu (生醤油) of namashōyu (生しょうゆ) genoemd als hij niet gepasteuriseerd is.
- Usukuchi (薄口) - Vooral populair in het Kansai gebied in Japan, zouter en lichter van kleur dan de "koikuchi". De lichtere kleur komt van het gebruik van amazake (een zoete vloeistof gemaakt van gefermenteerde rijst) bij de productie.
- Tamari (たまり) - Vooral gemaakt in de Chūbu regio van Japan, wordt "tamari" vooral geproduceerd van de sojaboon, met slechts een klein beetje graan. Daarom is hij donkerder en rijker in smaak dan de "koikuchi". Het is de "originele" Japanse sojasaus, en lijkt het meest op de saus die oorspronkelijk uit China geïntroduceerd werd. Technisch wordt deze soort miso-damari (味噌溜り) genoemd
- Shiro (白, wit) - Een heel lichte sojasaus. In contrast tot de "tamari" sojasaus, wordt "shiro" sojasaus vooral met graan gemaakt, en weinig soja, en daarvandaan komt het heldere voorkomen en de zoete smaak. Vooral gewoon in het gebied Kansai om het uiterlijk van voedsel op te fleuren, zoals sashimi.
- Saishikomi (再仕込) - Deze soort wordt gebrouwen in sojasaus in plaats van zout water. Hierom is hij veel donkerder dan "koikuchi", en heeft een veel sterkere en rijkere smaak. Historisch heet dit type kanro (甘露) omdat het voor de keizer gemaakt werd en hij hield van zijn zoete dauw.

Al deze soorten worden in drie klassen op de markt gebracht, naargelang hoe ze gemaakt zijn:
- honjōzō hōshiki (本醸造 方式) - bevat 100% natuurlijk gefermenteerd product.
- shinshiki hōshiki (新式 方式) - bevat 30-50% natuurlijk gefermenteerd product.
- aminosanekikongō hōshiki (アミノ酸混合 方式)- bevat 0% gefermenteerd product; is een gemodificeerd plantenextract
- tennen jōzō (天然 醸造) - betekent geen toegevoegde ingrediënten behalve alcohol.

Al deze variëteiten, en klassen kunnen verkocht worden in vijf kwaliteitsklassen:
- hyōjun (標準) - Standaard gepasteuriseerd.
- tokkyū (特級) - Speciale kwaliteit, niet gepasteuriseerd.
- tokusen (特選) - Premium kwaliteit, betekent meestal gelimiteerde hoeveelheid.
- abuakane (初茜) - Industriële soort.
- chōtokusen (超特選) - Door marketingmensen gebruikt om de beste aan te duiden.

## Gezondheid
Sojasaus bevat een kleine hoeveelheid natuurlijk voorkomend mononatriumglutamaat. Het kan ook erg zout zijn, en is dus voor sommige mensen geen geschikt condiment waardoor het beter met mate gebruikt kan worden. Er worden sojasauzen met weinig zout gemaakt, maar het is onmogelijk om sojasaus te maken zonder enig zout. Als Japanse natuurlijk gebrouwen sojasaus gebruikt wordt als zoutvervanger, kan dit bij de gebruiker tot een behoorlijke zoutreductie leiden (afhankelijk van de gekozen voedselbereiding van 50 tot 17 procent).

## Trivia
- Japanners consumeren jaarlijks gemiddeld 6 liter sojasaus

## Voetnoten
1. ↑  "Salt Reduction in Foods Using Naturally Brewed Soy Sauce" in Journal of Food Science, Institute of Food Technologies, 2009. DOI:10.1111/j.1750-3841.2009.01232.x